# Scilly Boys
Scilly Boys là một đội chèo thuyền gồm bốn người đàn ông được biết đến khi vào tháng 6 năm 2008 họ đã cố gắng để đánh bại kỷ lục chèo thuyền xuyên Đại Tây Dương nhưng cuối cùng thuyền bị lật bởi một cơn bão. Đội bao gồm các thành viên Chris Jenkins, Tim Garratt, Wayne Davey và Joby Newton.

## Bối cảnh
Ý tưởng lập đội để phá vỡ kỷ lục chèo thuyền xuyên Đại Tây Dương đã được nảy ra tại một quán rượu. Đội chèo thuyền được lập nên nhằm trợ giúp một số tổ chức từ thiện, với mỗi thành viên nhóm quyên góp tiền cho một tổ chức từ thiện khác nhau: Chris Jenkins, thành viên của Phi hành đoàn tàu cứu hộ Quần đảo Scilly RNLI, quyên góp tiền cho một tổ chức từ thiện với mong muốn cải thiện Khoa chăm sóc tích cực trẻ sơ sinh của Bristol; Tim Garratt quyên góp tiền cho tổ chức Breakthrough Breast Cancer; Wayne Davey, một nhân viên cấp cứu, quyên góp cho Viện Cứu hộ Quốc gia Hoàng gia (RNLI) và Joby Newton quyên góp tổ chức Cornwall Air Ambulance.

## Chèo thuyền

### Chuẩn bị
Trước khi chèo thuyền, vào tháng 12 năm 2007, đội chèo thuyền đã hoàn thành một khóa học sinh tồn trên biển với RNLI tại Đại học Thuyền cứu sinh ở thị trấn Poole như là một phần của sự hỗ trợ bởi những tổ chức từ thiện dành cho đội.

### Khởi hành
Đội đã rời khỏi New York từ Công Viên Liberty, New Jersey vào ngày 1 tháng 6 năm 2008 lúc 10:00 sáng.

### Lật thuyền và cứu hộ
Sau mười ba ngày chèo thuyền, vào lúc 01:00 sáng theo giờ BST, Đội Tuần duyên bờ biển Falmouth được thông báo bởi đội chèo thuyền thông qua điện thoại vệ tinh rằng thuyền của Scilly Boys đã bị lật do tầm nhìn thấp và gió lớn; một hoạt động cứu hộ sau đó đã được thực hiện. Tuần duyên Hoa Kỳ cũng phối hợp giải cứu và một tàu buôn tên Gulf Grace cùng tàu bay vận tải Lockheed C-130 Hercules được gửi đến vị trí của thuyền.

### Quay lại
Sau khi rời Vịnh Grace trong vùng lãnh thổ Gibraltar, đội chèo thuyền đã trở lại Vương Quốc Anh, đến bến tàu tại thị trấn Penzance để đón chuyến tàu RMV Scillonian III đưa trở về nhà ở Quần đảo Scilly.

## Phản ứng
Chương trình BBC An Island Parish đã quay một tập đặc biệt để nói về những trải nghiệm của đội trong quá trình chèo thuyền.